# Орешко, Николас
Николас Орешко (англ. Nicholas Oresko; 18 января 1917 — 4 октября 2013) — американский военнослужащий, мастер-сержант армии США, участник Второй мировой войны, был старейшим живым кавалером Медали Почёта с января 2011 по октябрь 2013.

## Биография
Родился 18 января 1917 года в городке Бейонн, штат Нью-Джерси. Этнический украинец.

### Военная служба
В годы Второй мировой войны был призван на военную службу и впоследствии послан в Западную Европу. В августе 1944 года после завершения операции «Оверлорд» прибыл во Францию в качестве командира взвода роты «С», 302-го пехотного полка 94-й пехотной дивизии армии США. В составе части Орешко участвовал в ликвидации окружённых группировок Вермахта, образовавшихся в результате быстрого продвижения войск союзников на севере Франции. В декабре, дивизия Орешко вела боевые действия в районе прорыва немецких войск в Арденнах.
23 января 1945, у городка Теттинген, нацистская Германия, действуя самостоятельно, атаковал и вывел из строя немецкий бункер. Впоследствии, несмотря на полученное серьезное ранение, атаковал и разрушил еще одну долговременную огневую точку. За этот подвиг, через 9 месяцев, 30 октября 1945 года, он был удостоен Медали Почёта. Официальное вручение высшей военной награды осуществлялось лично Президентом США Гарри Трумэном во время торжественной церемонии в Белом доме.
После смерти Барни Наджиро в январе 2011 года, Орешко стал старейшим среди живущих, кавалеров Медали Почёта. Последнее время он жил в Кресскилл, штат Нью-Джерси. Умер 4 октября 2013.